# Papež Honorij II.
Honorij II., papež Rimskokatoliške cerkve; * kot Lamberto Scannabecchi okrog 1060 Casalfiumanese pri Imoli (Fiagnano (Papeška država, Sveto rimsko cesarstvo); † 13. december 1124 Rim ( Papeška država, Italija, Sveto rimsko cesarstvo).

## Življenjepis
Papež Honorij II. se je rodil kot Lamberto Scannabecchi in je bil papež od 21. decembra 1124 do svoje smrti 1130. Rodil se je okrog 1060 v Casalfiumanese pri Imoli (Fiagnano (Papeška država) preprostim staršem. Čeprav je bil nizkega porekla, se je povzpel do najvišjih služb po zaslugi svoje nadarjenosti in vztrajne delavnosti, pa tudi nenarejene ponižnosti in mogočne strankarske podpore. 

1117 postal kardinal v Ostiji. Skupaj s papežem Gelazijem je šel v izgnanstvo v Francijo; potem je postal bližnji sodelavec Kalista II. in eden od pogajalcev za wormški konkordat, ki je imel največ zaslug za njegov podpis.
 
V ta namen je skoraj tri leta preživel v Nemčiji. Konkordat je bil uresničen največ po njegovih prizadevanjih 23. septembra 1123. V tem sporazumu se je cesar odpovedal umeščanju škofov s palico in prstanom, in obljubil svobodne cerkvene volitve. Ko je cesar sporazum podpisal, je kardinal pel slovesno sveto mašo pod odprtim nebom blizu Wormsa. Po Agnus Dei (Jagnje Božje) ke vladarja poljubil in ga lastnoročno obhajal; s tem ga je znova sprejel v cerkveno občestvo. Kalist II. je umrl 13. decembra; dva dni pozneje so se pa odvijale ene od najnemirnejših volitev v cerkveni zgodovini. 
Podpirala ga je predvsem rimska rodbina Frangipani; vendar mu je nasprotoval kandidat-tekmec, ki je bil pravzaprav čisto veljavno izvoljen ter si je privzel ime Celestin II.; le z uporabo zvijače so mu zagotovili njegovi navdušeni podporniki prevzem papeške službe.

### Nemirne papeške volitve 1124
Ob Kalistovi smrti je povzročil težave nezakonit poseg plemstva v papeške volitve. V tistem času sta obstajali v Rimu dve veliki rodovini in dve nasprotujoči si stranki: Frangipani in Perleoni; prva je obvladovala področje okrog Koloseja s svojimi Turris Chartularia, druga pa okrožje v bližini Tiberskega otoka, s svojo trdnjavo-gledališčem Marcelom (Marcellus). Po splošnem dogovoru med kurijskimi kardinali in plemstvom ter v skladu s kanonskimi predpisi, naj bi potekala izvolitev Kalistovega naslednika tretji dan po njegovi smrti. Na strani plemičev so bili glavni posredniki bogati in vplivni Pierleone I. (†1128), oče kardinala Pierleoneja II., ki naj bi postal pozneje protipapež Anaklet, in Leo Frangipane, brat Roberta Frangipaneja in tisti od Cencijev (Cencius), ki je razjezil Gelazija II.. Leo Frangipane je spodbujal to razumevanje, da bi mogel imeti več časa za izvolitev uglednega diplomata Wormškega sporazuma, ostijskega škofa kardinala Lamberta. Zavedal se je, da je pred njim težka naloga; saj je bilo splošno znano, da so ljudje želeli za papeža Saksa  (Saxo), kardinala pri sv. Štefanu. Zato se je Leo hlinil, da ima isto željo tudi sam. Hkrati pa – da zagotovi prisotnost vseh kardinalov in tako veljavne volitve – se je potrudil, da se je osebno sešel s spremljevalcem vsakega od kardinalov na večer pred volilnim dnevom in se je z vsakim dogovoril – ne da bi drugi za to vedeli – da bodo jutri nosili rdeče plašče, da se bodo ločili od papeževe črne suknje. To je storil v pričakovanju, da bo izvoljen za papeža glede na svoj vpliv, ko ga bo vsakdo od kardinalov zlahka opazil. 

Kolikor resnice pač obstaja v tej zgodbi, ki jo je povedal goreč privrženec protipapeža Anakleta, ki je bil tedaj kardinal Perleone II. pri sv. Kalistu, drži tole: Privrženci te dvojice so bili vidni na teh volitvah – vsi kardinali so se zbrali v kapeli samostana sv. Pankracija, ki je bil pritrjen na južno krilo Lateranske bazilike. Tam stoji zdaj očarljiv samostan kanonikov. Po malo razpravljanja o predlogu Jonatana, kardinala-diakona pri sv. Kozmu in Damijanu, niso izvolili niti kardinala Saksa niti Lamberta, ampak kardinala-duhovnika pri sv. Anastaziji, Teobalda Buccapecu. Njega so ustrezno oblikli v rdeč plašč in prevzel ime Celestin. Toda nenadoma, ko so peli Te Deum, in je kardinal Lambert pel glasneje od ostalih, so zagnali krik Robert Frangipane in njegova stranka: »Lambert papež!« Naenkrat je odhitel ven, sedel na tako imenovano symae (sigmae) pred cerkvijo sv. Silvestra, in ga razglasil za papeža pod imenom Honorij II. To se je zgodilo 15. decembra. 

Dokaj očitno je, da je stranka Pierleonea s svojim nepričakovanim imenovanjem Teobalda presenetila kardinalski zbor in ti so pohiteli razglašat kandidata, ki ga sami niso želeli. Kakor hitro so izklicali ime lambert, je njihov »uglednejši del« (»sanior pars«) v smislu odloka Nikolaja II. potegnil z njim. Za nekaj dni je bil Rim prizorišče hudih neredov in zmešnjav; končno pa so Celestina njegovi navijači pustili na cedilu in Lambert je ostal nesporni lastnik Sedeža sv. Petra. Lambert, kot »ljubitelj pravice«, ni bil zadovoljen z načinom izvolitve, ter je pred vsemi kardinali odstopil s svojega položaja ter odložil svojo mitro in plašč. Njegov odstop so sprejeli, vendar so ga takoj ponovno izvolili. Vsi so mu poljubili noge in ga priznali »kot svojega škofa in vesoljnega papeža« na nedeljo, 21. decembra 1124. 

### Delovanje
Pri njegovem delovanju ga je podpiral kancler Haimerich. Kot papež je ohra¬njal še naprej dobre odnose s Francijo; težave pa so nastale v južni Italiji, kjer je moral popustiti pred osvajalnimi težnjami normanskega kralja Rogerja II. 
Z Raveno, ki je dotlej priznavala protipapeža Gregorja, je vzpostavil edinost. 
Leta 1126 je potrdil red premonstratencev, ki ga je ustanovil sv. Norbert iz Ksantna (Xanten) 1120. Posvečali so se župnijskemu dušnemu pastirstvu. 

## Smrt
Papež Honorij II. je umrl 13. februarja 1130 v Rimu  (Italija, Papeška država, Sveto rimsko cesarstvo). 

Pokopan je v Cerkvi sv. Petra v Rimu